# WIG 20
Le WIG 20 est le principal indice de la place de Varsovie. Il est composé des 20 plus grosses capitalisations polonaises. Son nom signifie : "Warszawski Indeks Giełdowy", c'est-à-dire Index de la bourse de Varsovie.

## Composition
Liste des vingt entreprises composant le WIG 20:
| Societe                                         | Abreviation | Secteur              | Poids indiciel (%) |
| ----------------------------------------------- | ----------- | -------------------- | ------------------ |
| Asseco Poland (ASSECOPOL)                       | ACP         | logiciel             | 2.17               |
| Bank Pekao (PEKAO)                              | PEO         | Finance et assurance | 11.98              |
| Bank Zachodni WBK (BZWBK)                       | BZW         | Finance et assurance | 2.85               |
| BRE Bank (BRE)                                  | BRE         | Finance et assurance | 2.39               |
| ČEZ (CEZ)                                       | CEZ         | Energie              | 1.72               |
| Cyfrowy Polsat (CYFRPLSAT)                      | CPS         | Media                | 0.91               |
| Getin Holding (GETIN)                           | GTN         | Finance et assurance | 2.24               |
| Globe Trade Centre (GTC)                        | GTC         | Immobilier           | 1.91               |
| Grupa LOTOS (LOTOS)                             | LTS         | Petrole              | 1.38               |
| KGHM Polska Miedź (KGHM)                        | KGH         | Mine                 | 13.7               |
| PBG (PBG)                                       | PBG         | Construction         | 1.33               |
| Polska Grupa Energetyczna (PGE)                 | PGE         | Energie              | 8.21               |
| PKN Orlen (PKNORLEN)                            | PKN         | Petrole              | 9.05               |
| PKO Bank Polski (PKOBP)                         | PKO         | Finance et assurance | 13.41              |
| Polimex-Mostostal (POLIMEXMS)                   | PXM         | Construction         | 1.14               |
| Polskie Górnictwo Naftowe i Gazownictwo (PGNIG) | PGN         | Energie              | 3.56               |
| PZU SA (PZU)                                    | PZU         | Assurance            | 10.36              |
| Tauron (TAURONPE)                               | TPE         | Energie              | 3.89               |
| Telekomunikacja Polska (TPSA)                   | TPS         | Telecommunication    | 6.24               |
| TVN (TVN)                                       | TVN         | Media                | 1.55               |